# Mario Diament
Mario Diament (17 de abril de 1942, Buenos Aires, Argentina) es un dramaturgo, periodista, narrador, ensayista y guionista argentino. 
Ha vivido en Nueva York, Israel y en Miami, Florida.

## Trayectoria
Su trayectoria periodística se inició en el diario La Opinión donde se desempeñó como jefe de redacción y medio para el cual cubrió la guerra de Yom Kipur.
Fue director del diario El Cronista, la revista Expreso y trabajó en el diario Clarín y El Nuevo Herald de Miami entre otros.
Es columnista permanente de La Nación de Buenos Aires, reside en Miami donde es profesor y director de la Escuela de Periodismo y Medios de Comunicación de la FIU (Universidad Internacional de la Florida).
Recibió el Premio Konex - Diploma al Mérito a las Letras en 2014, como uno de los 5 mejores escritores de teatro del período 2004-2008.

## Libros
Publicó una novela en el 2006: Martín Eidán.
Como dramaturgo escribió El libro de Ruth, Tango perdido, Escenas de un secuestro, Esquirlas, Cita a ciegas, Equinoccio y Un informe sobre la banalidad del amor.
En 1976 fue responsable del guion del filme ¿Qué es el otoño? de David José Kohon con Alfredo Alcón y en 2014 se estrenó la coproducción de Argentina y España Inevitable dirigida por Jorge Algora, basada en su obra Cita a ciegas.